# IE Business School
A IE Business School é a escola de negócios com cursos de pós-graduação e MBA localizada em Madri, Espanha. Foi fundada em 1973 sob o nome de Instituto de Empresa e desde 2008 faz parte da Universidade IE. 
Possui cursos de MBA, MBA Executivo, mestrados em finanças, marketing e gestão, programas de educação executiva, PhD e DBA. Há aproximadamente 5,6 mil participantes anuais em programas de educação executiva da escola, e cerca de 1,9 mil novos estudantes de 100 países iniciam anualmente seus estudos nos mestrados da instituição. 
A escola tem escritórios em 28 países, inclusive no Brasil e Portugal. É parceria de mais de cem Universidades de todo o mundo somando aproximadamente 40 mil ex-alunos atuando em mais de 125 países. 
IE Business School é reconhecida como uma das principais escolas de negócios do mundo e se destaca pelo foco em empreendedorismo e inovação. O Financial Times classificou-a como o melhor Business School na Europa em 2012  e 2013,  e o MBA Internacional têm consistentemente sido classificado entre os 20 melhores programas de negócios do mundo e em 2017 foi considerado o 8o  melhor MBA do mundo.  
O IE International MBA foi criado em 1983, atualmente pode ser cursado em inglês ou espanhol e tem duração de 12 meses com dois possíveis inícios a cada ano - janeiro e setembro.

## Campus
A escola está localizada na zona financeira de Madrid (Bairro de Salamanca). O IE campus ocupa atualmente uma área de superfície total de cerca de 28,000 m2, distribuídos entre 17 edifícios ao longo e perto de Calle Maria de Molina (entre estações de metrô Gregorio Maranon e Avenida de América).

## Universidades parceiras e instituições
A IE Business School oferece aos seus alunos programas de intercâmbio e parceria com dezenas de universidades internacionais. Estes incluem Chicago Booth School of Business, Kellogg School of Management da Northwestern University, NYU Stern da New York University, Tuck School of Business em Dartmouth College, ESSEC Business School na França, London Business School, no Reino Unido e o Insper, no Brasil.  Além disso, é membro fundadores da SUMAQ, uma rede que inclui escolas de negócios na Espanha e na América Latina.

## Programas
•	MBA Internacional (IMBA) 
•	MBA Executivo 
•	Mestrado em Gestão 
•	Mestrado Avançado em Finanças 
•	Doutorado em Administração de Empresas
•	Phd em Gestão
•	Mestrado em Pesquisa de Mercado e Comportamento do Consumidor
•	Programas de Educação Executiva

## Acreditações Internacionais
IE é credenciada pelas três entidades internacionais de acreditação avançada para a educação empresarial: AACSB, com sede em EUA, AMBA, em Londres, e EQUIS, com sede em Bruxelas. IE é uma das três escolas de negócios na Espanha e uma das 57 escolas no mundo com tripla acreditação. 
É a primeira instituição europeia a fazer parte da Beta Gamma Sigma Honor Society. 

## Rankings
Colocação da IE Business School nos principais rankings mundiais:
•	Financial Times – 8o melhor MBA do mundo (2017) 
•	The Economist – 1o escola de negócios do mundo para MBA Executivo (2015)
•	Financial Times – 1o no mundo melhor Online MBA (2015)
•	Forbes – 5o One-Year MBA no mundo (2015)
•	Financial Times – 10o Mestrado em Gestão do mundo (2015)
•	Businessweek – 1o MBA na Europa e 7o do mundo (2014)
•	América Economía – 4o melhor Educação para Executivos no mundo (2013)

## Empreendedorismo
A IE Business School, dirige o International Center for Entrepreneurship and Ventures Development, um portal para membros da escola, investidores e empresários. É o braço espanhol do GEM (Global Entrepreneurship Monitor), que estuda a relação entre os níveis de inovação, a criação de novas empresas de negócios e crescimento económico a nível mundial. 
O Venture Lab da escola funciona como uma aceleradora de start-ups. Lá os projetos têm acesso a recursos que farão com que suas ideias sejam aplicadas no mercado, contando com uma rede de contatos profissional e acompanhamento de experts. 
Duas vezes por ano, a IE hospeda o Venture Day, um evento Mundialmente conhecido, composto por vários painéis, palestras, conferências e workshops sobre vários aspectos relacionados ao empreendedorismo. Além disso, a IE abriga dentro do seu campus a Area 31, um espaço dedicado ao empreendedorismo que chega a acolher 18 startups ao mesmo tempo. 
Lista de start-ups de sucesso lançadas na IE Business School:
•	 Busuu - levantou US $ 4.7M em fundos e nomeado Bloomberg Business Innovator 2016
•	 Never Empty - levantou US $ 1,5 na sua participação no Venture Day 
•	 Tyba - levantou € 1M na sua participação no Venture Day 
•	 Clube Kviar - levantou € 1M na sua participação no Venture Day 
•	 Native Ad – juntou-se ao 500 STARTUPS (Silicon Valley Accelerator) 
•	 Mygon - levantou US $ 700k em fundos 

## Professores notáveis
•	 Eduard Punset Casals – Professor em Inovação e tecnologia, advogado e economista
•	 Enrique Dans – PhD Professor em Inovação e tecnologia, Blogger 
•	 Martin Varsavsky - Empresário argentino, autor e professor 
•	 Juan José Guemes - Ex-Político, Secretaria Geral de Turismo 2000-2003, Conselheiro para o Emprego 2003-2007 Madrid, Madrid Saúde Conselheiro 2007-2010

## Ex-alunos notáveis
• Marcos de Quinto - Diretor de Marketing Coca Cola 
• Richard Alden - ex-CEO da ONO 
• Bernhard Niesner e Adrian Hilti - Fundadores da busuu 
• Kyle Denning - Empreendedor, diretor da Viability Africa 
• Jose Maria Castillejo - CEO e fundador da Zinkia 
• Andrea Casiraghi - filho mais velho de Caroline, Princesa de Hanover, segundo na linha de sucessão ao trono Monaco 
• Ian C. Armstrong Zambrano - Conselho de Administração CEMEX SAB de CV Cemex 
• Francisco Javier Leirado Campo - CFO da Mecalux e ex-CEO da Schindler Iberia 
• Juantegui Pablo Azpilicueta - CEO da Telepizza e COO espanhol na HIBU 
• José Maria Sanz-Magallon - O ex-CEO da Telefonica Internacional nos EUA 
• Manuel Jimenez Hildago Torralba - COO da Air Nostrum (Iberia Regional) 
• Carlos M. Martínez Bertomeu - CEO da Air Nostrum (Iberia Regional) e ex-conselheiro da Vueling 
• Juan Pablo San Agustin Rubio - Vice-Presidente Executivo e membro do conselho da CEMEX SAB 
• Philipp Hasskamp - Co-fundador e ex-diretor de operações da Groupon Espanha 
• Ramon Martin - Diretor de Vendas e Soluções Globais da Visa
• Hassan El-Shabrawishi - CEO da AXA no Egito
• José A. Fernandez Ignacio - CEO da Indra Brasil
• Adolfo Rodriguez de la Fuente - CFO da Vodafone Nova Zelândia 
• Carlos Collado - CFO espanhol da Mars 
• Jose Maria Tomé - CFO & COO da Pearson América Latina 
• Fernando Lucero - CIO da Iberdrola 
• Larissa Yakovleva - CFO Nokia Siemens Networks na Russia
• Carlos Caminero - CFO Starcom MediaVest Group 
• Miguel Garcia - CEO da Starcom MediaVest Grupo Iberia 
• Emilio Barta - CFO no Grupo Teva na Iberia e Grécia